# Пара сил
Па́ра сил — совокупность двух сил, которые приложены к одному абсолютно твёрдому телу и при этом равны по модулю и противоположны по направлению.
Важный частный случай системы сил. Главным вектором для неё служит нулевой вектор, так что действие пары сил на тело полностью характеризуется её главным моментом, который является свободным вектором (не зависит от выбора полюса) и называется моментом пары сил.
В соответствии с этим, момент пары сил не имеет точки приложения (утверждение, иногда называемое «второй теоремой Вариньона»): к каким бы частям твёрдого тела ни прикладывались силы, составляющие пару, при данных модуле и направлении момента пары двигаться оно будет одинаково.
Кратчайшее расстояние между линиями действия сил, образующих пару, называют плечом пары. Модуль момента пары сил равен произведению модуля одной из сил на плечо: {\displaystyle M=C\ell }. Как и любой механический момент, момент пары сил является псевдовекторной величиной; он направлен перпендикулярно плоскости, задаваемой линиями действия сил: {\displaystyle {\vec {M}}={\vec {\ell }}\times {\vec {C}}} (при этом направление вектора плеча {\displaystyle {\vec {\ell }}} условно следует задавать в сторону к точке приложения выбранной из пары силы {\displaystyle {\vec {C}}}).
Пара сил, момент которой отличен от нуля — простейший пример системы сил, не имеющей равнодействующей. 
Действие силы, приложенной к твёрдому телу на некотором расстоянии {\displaystyle d} от центра масс (в точке, в которую из центра масс можно провести вектор {\displaystyle {\vec {d}}}), эквивалентно действию такой же силы, приложенной непосредственно к центру масс, комбинированной с некоторой парой сил, такой, что {\displaystyle {\vec {F}}\times {\vec {d}}={\vec {C}}\times {\vec {\ell }}}, то есть с моментом, равным моменту силы относительно центра масс (в частности, если {\displaystyle {\vec {F}}\perp {\vec {d}}}, можем задаться {\displaystyle \ell =2d}, в таком случае одна из сил будет приложена в той же точке, что и исходная, и составит {\displaystyle {\vec {C}}={\tfrac {1}{2}}{\vec {F}}}).